# 다운 바이 로
《다운 바이 로》(영어: Down by Law)는 1986년 개봉한 미국의 독립, 코미디 영화이다. 짐 자무시가 감독과 각본을 맡았다.

## 출연

### 주연
- 톰 웨이츠
- 존 루리
- 로베르토 베니니

### 조연
- 니콜레타 브라스키
- 엘렌 바킨
- 빌리 닐
- 로케츠 레드글레어
- 버넬 배그너리스

## 기타
- 공동제작: 톰 로스먼
- 공동제작: 짐 스타크
- 의상: 캐롤 우드